# Henry Schaper
 Henry August Schaper (* 26. Februar 1875 in Hamburg; † 23. Juli 1937 ebenda) war ein Hamburger Politiker der DDP und Mitglied der Hamburgischen Bürgerschaft.

## Leben

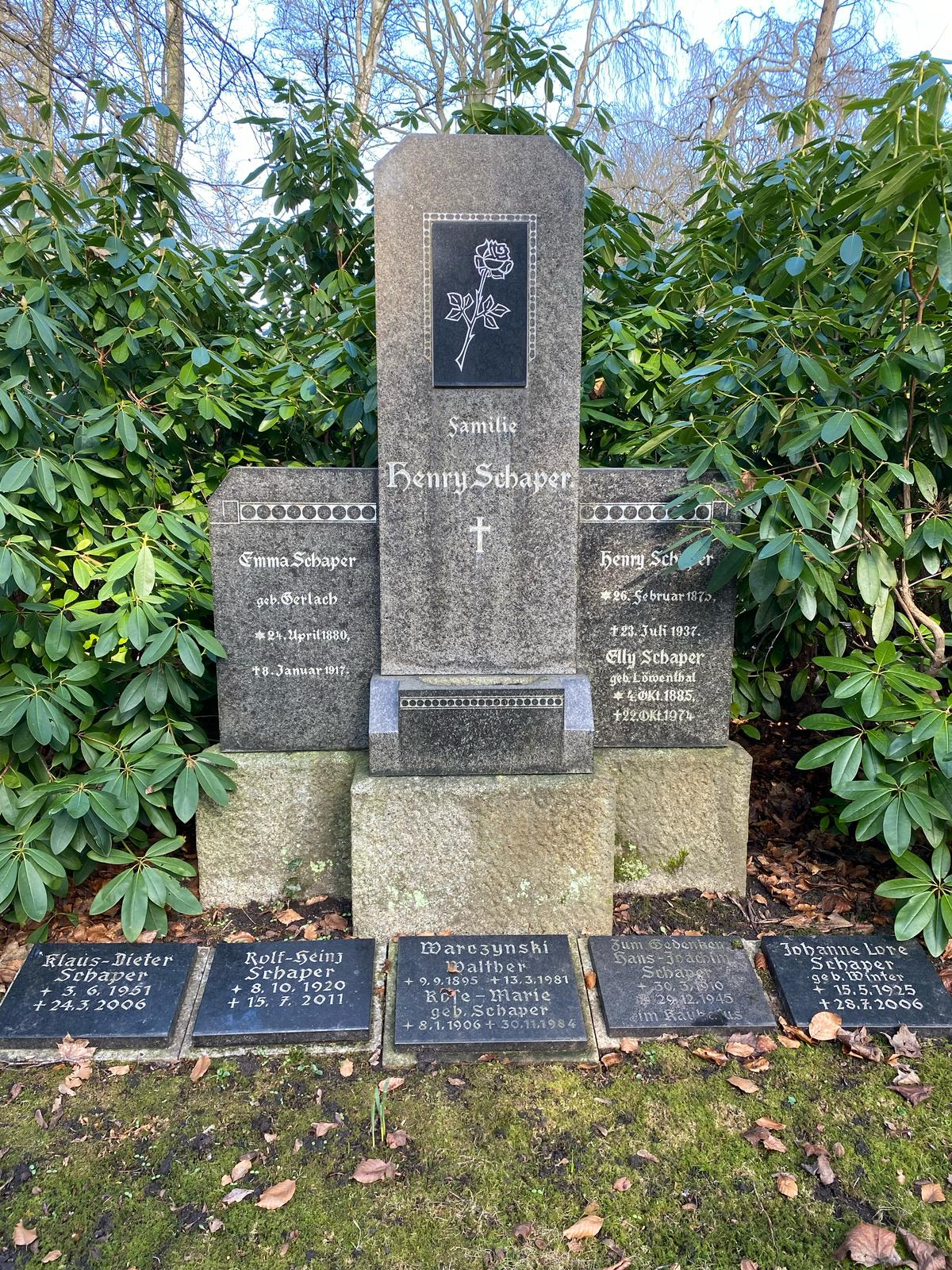
Grabstätte auf dem Friedhof Ohlsdorf

Henry Schaper besuchte zunächst die Gelehrtenschule des Johanneums und später die Realschule auf St. Pauli. Er absolvierte von 1892 bis 1894 eine kaufmännische Lehre und arbeitete bis 1897 als Handlungsgehilfe. 1897/98 absolvierte er seine Militärzeit beim Infanterie-Regiment in Rostock. Danach arbeitet er als Bankbeamter von 1898 bis 1901 in Berlin und von 1901 bis 1906 in Hamburg.  Danach war er für den Handlungs-Commis von 1858 (später Kaufmännischer Verein von 1858) tätig. Während des Ersten Weltkrieges war er als Offizierstellvertreter von 1914 bis 1918 einberufen.
Während der Weimarer Republik saß er durchgehend von 1919 bis 1933 für die DDP und später für die Deutsche Staatspartei (DStP) in der Hamburgischen Bürgerschaft. Er gehörte seit Ende der 1920er Jahre dem DDP-Landesvorstand für Hamburg an. Zudem war er Vorstandsmitglied des Gewerkschaftsbundes der Angestellten (GdA).
Henry Schaper ruht in der Familiengrabstätte auf dem Friedhof Ohlsdorf. Sie liegt im Planquadrat AC 35, nordwestlich von Kapelle 9. 

## Quelle
Ursula Büttner: Politischer Neubeginn in schwieriger Zeit: Wahl und Arbeit der ersten demokratischen Bürgerschaft 1919–21, Landeszentrale für politische Bildung Hamburg, Verlag Otto Heinevetter, Hamburg 1994, S. 142.
| Personendaten    | Personendaten                   |
| ---------------- | ------------------------------- |
| NAME             | Schaper, Henry                  |
| ALTERNATIVNAMEN  | Schaper, Henry August           |
| KURZBESCHREIBUNG | deutscher Politiker (DDP), MdHB |
| GEBURTSDATUM     | 26. Februar 1875                |
| GEBURTSORT       | Hamburg                         |
| STERBEDATUM      | 23. Juli 1937                   |
| STERBEORT        | Hamburg                         |